# Armais Sajadow
Armais Waganowicz Sajadow (orm. Արամայիս Սայադյան; ros. Армаис Ваганович Саядов; ur. 18 października 1937 w Baku) – radziecki zapaśnik walczący w stylu klasycznym. Olimpijczyk z Tokio 1964, gdzie odpadł w eliminacjach w kategorii do 52 kg.
Mistrz świata w 1961. Wicemistrz Europy w 1966 roku.
Mistrz ZSRR w 1958, 1961, 1963 i 1965; drugi w 1957 i 1962; trzeci w 1959, 1960, 1964 i 1966 roku. Zakończył karierę w 1969. Sędzia kategorii międzynarodowej. Pracował jako trener w Baku.
Jego brat Georgij Sajadow również był zapaśnikiem, olimpijczykiem z Helsinek 1952.